# صومعه گغارد
صومعه گغارد (به ارمنی Գեղարդի վանք - به انگلیسی Geghard)، در استان کوتایک ارمنستان قرار دارد. این صومعه بخشی از کوه مجاور آن است که از سنگ تراشیده شده و در فهرست میراث جهانی یونسکو به ثبت رسیده‌است. نمازخانه اصلی این صومعه در سال ۱۲۱۵ میلادی ساخته شد.

## تاریخ
کلیسای گغارد در ۳۵ کیلومتری ایروان واقع شده‌است. کلیسای گغارد (به معنی سرنیزه) با معماری منحصر به فرد خود در استان کوتایک، واقع شده‌است. این کلیسا در واقع بخشی از کوه مجاور است که تراشیده شده و در میان صخره‌ها و دره‌ای زیبا احاطه شده‌است (دو بخش درونی و بیرونی کوه). گغارد درون دره‌ای خوش منظره در فاصله ۹ کیلومتری از معبد گارنی نهفته است، این کلیسا نام خود را از نیزه مقدسی که مسیح در زمان مصلوب شدن به وسیله آن مجروح شده گرفته‌است. نیزه در کلیسای گغارد نگهداری می‌شده اما هم‌اکنون در خزانه مقدس در کلیسای جامع اچمیادزین قرار دارد.
ساختمان این کلیسای جذاب، از گرانیت سخت کنده کاری شده و جزو چهار کلیسای نایابی می‌باشد که در صخره و دره‌ها بنا شده‌اند. صومعه گغارد در سده ۴ میلادی توسط گریگور روشنگر در محل چشمه مقدس داخل یک غار بنا گذاشته شد. قدمت این کهن‌ترین کلیسای غاری شکل، به سده ۷ میلادی بازمی‌گردد. در آن زمان به [Ayrivank-آیری وانک] (غار و صومعه) نام داشته که بخشی از آن توسط حمله اعراب در سال ۹۲۳ میلادی سوزانده شد. در جوار کلیسا در سمت چپ بر روی تپه، سلول‌های رهبانی غار مانندی که توسط راهبان ساخته شده‌اند قابل رویت است. درخت‌ها با پراکندگی نقطه وار تا طرف دیگر کلیسا در نزدیکی رودخانه امتداد دارند.
کلیسا در دو بعد زمانی مختلف ساخته و از دو بخش اصلی تشکیل شده‌است. در ابتدای سده سیزده میلادی این ناحیه از املاک خصوصی خاندان زاکاریان به حساب می‌آمد. این خاندان، از ثروتمندترین خاندان ارمنستان بودند و دستور ساخت کلیسای بیرونی را در سال ۱۲۱۵ میلادی می‌دهند. سال‌ها بعد خاندانی به نام «پروشیان» این ملک را از زاکاریان‌ها می‌خرند و دستور ساخت کلیسای درونی را می‌دهند.
بیرون کلیسا بالاتر از دَر جنوب، نشان خانواده شاهزاده زاکاریان وجود دارد. این نماد شیر سلطنتی همانند نمادهای سلطنتی اقوام شرقی است. در سمت راست راهرو، دو ورودی سنگی وجود دارد. ورودی سمت چپ (ساخته شده در سال ۱۲۴۰ میلادی) شامل حوضچه‌ای می‌باشد که از آب چشمه پُر می‌شود. در سمت راست کلیسای کوچکی وجود دارد که در سال ۱۲۶۳ میلادی ساخته شده و شامل چهار ستون و مقبره شاهزاده «پاپاک پروشیان» و همسرش «هروزاکان» است بر روی این مقبره نشانی یک شکل دو شیر زنجیر شده و یک عقاب به عنوان یادبود این خانواده حک شده‌است. در سمت چپ پله‌هایی سنگی بر روی تپه ۱۰ متری، کلیسا کوچک تراشیده شده از سنگ خام بنا شده‌است. با توجه به اینکه این کلیسای کوچک از سنگ اطراف حک شده‌است، ابعاد آن خارق‌العاده است. آکوستیک آنجا نیز بسیار شگفت‌انگیز است. در گوشه دریچه‌ای وجود دارد که رو به کلیسای پایین است. در سمت راست کلیسا پله‌هایی وجود دارند که به سلول‌های راهبان منتهی می‌شوند. در این مسیر همچنین چلیپاسنگ‌های متعددی وجود دارند. در خارج از صومعه مکانی مخصوصی برای مراسم قربانی نیز وجود دارد.

## نگارخانه

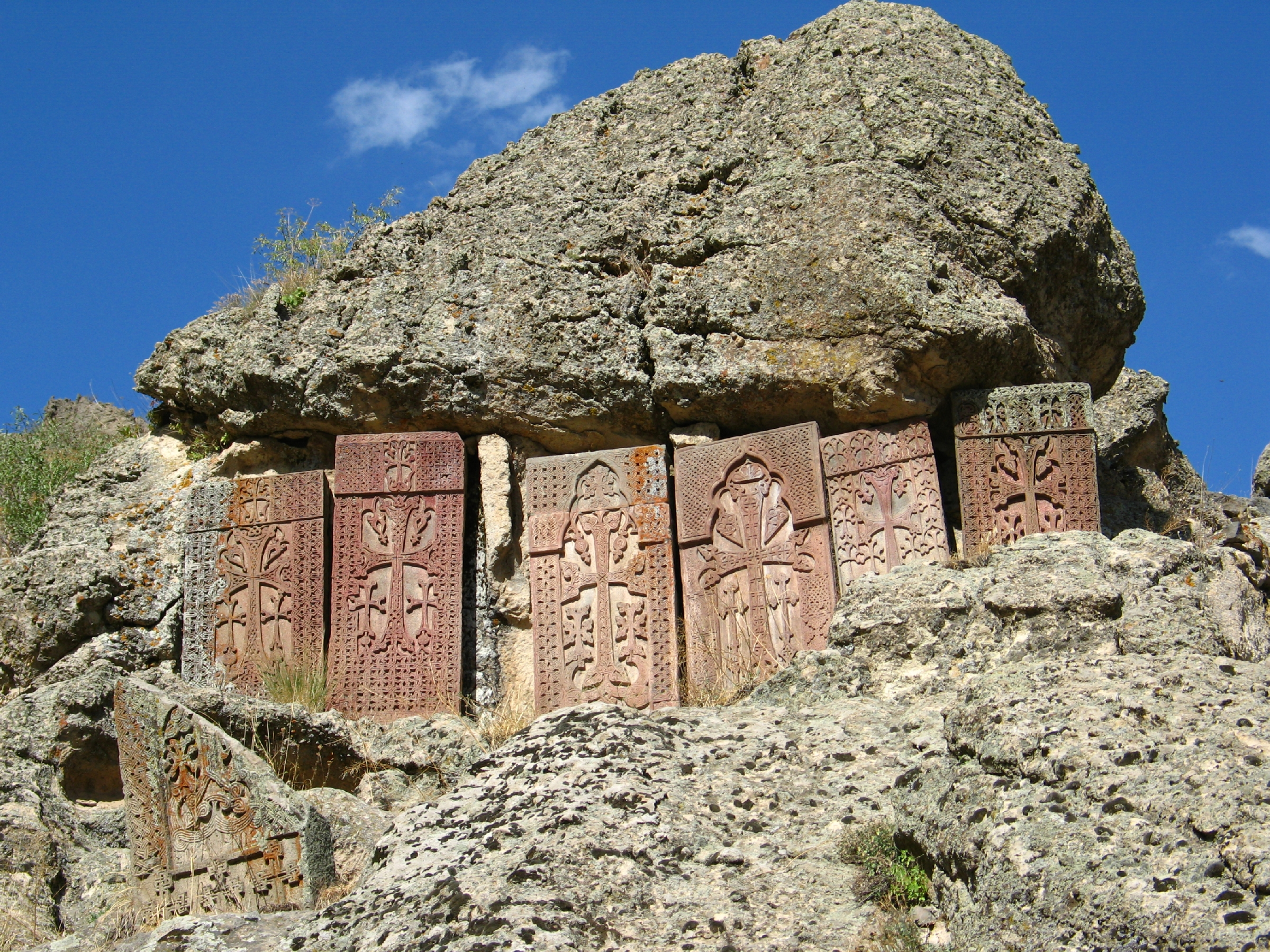
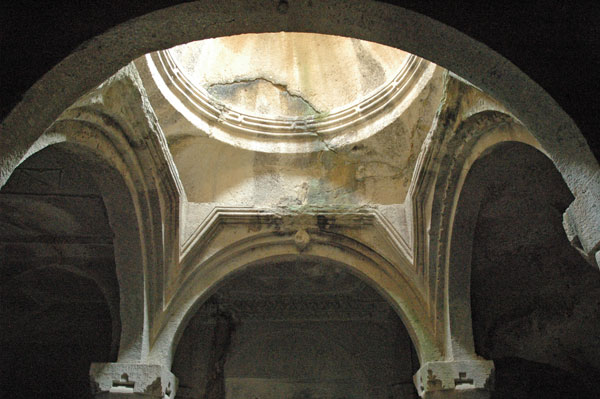
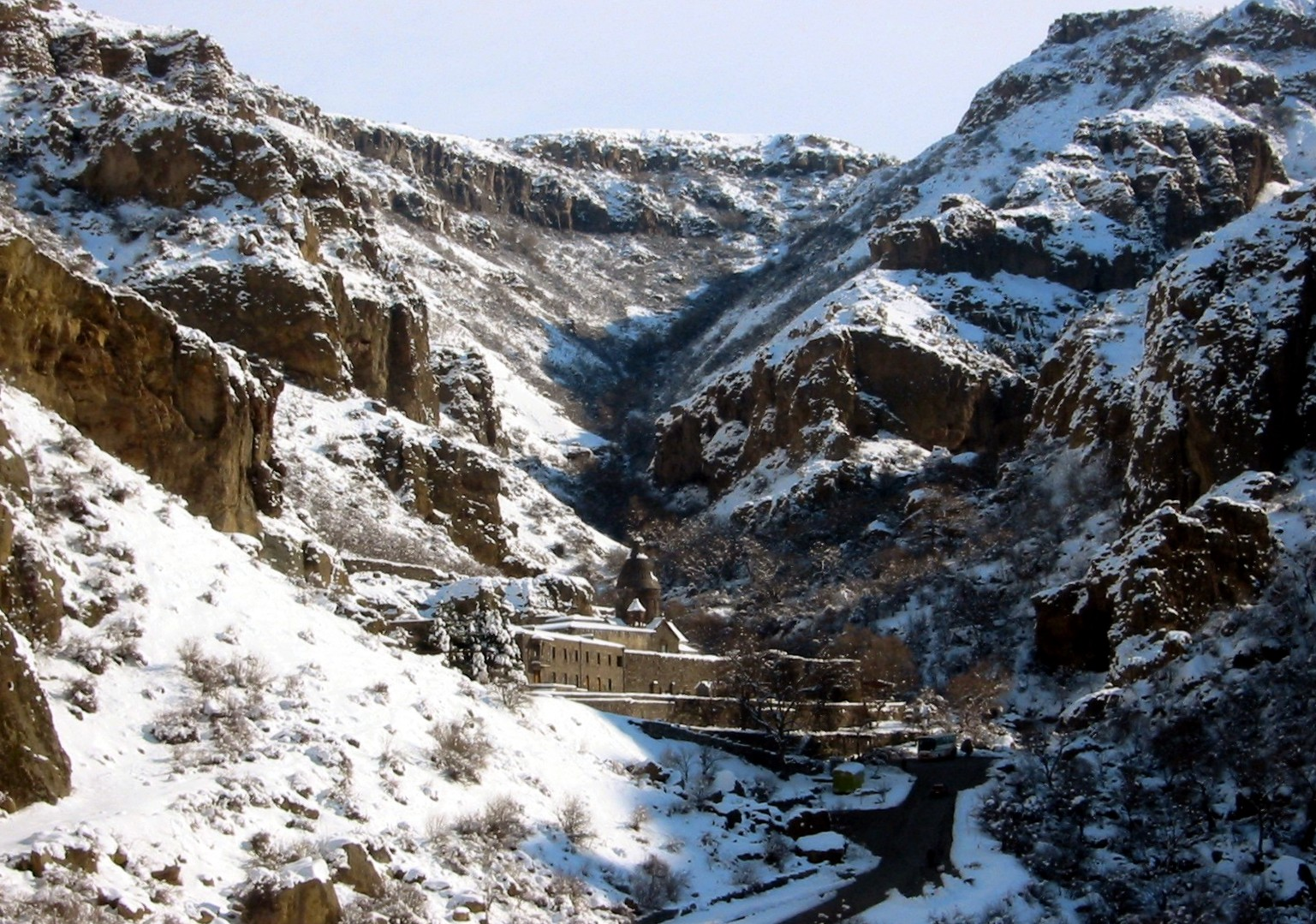
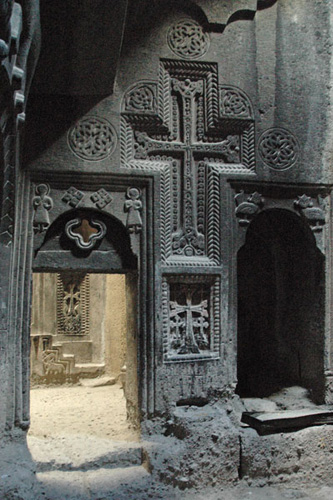
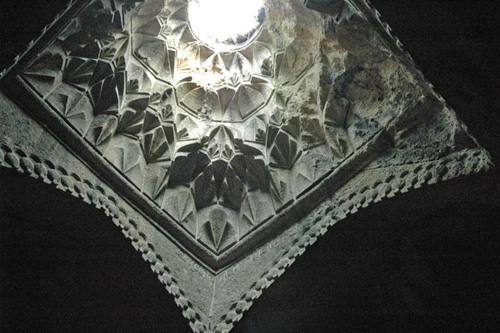
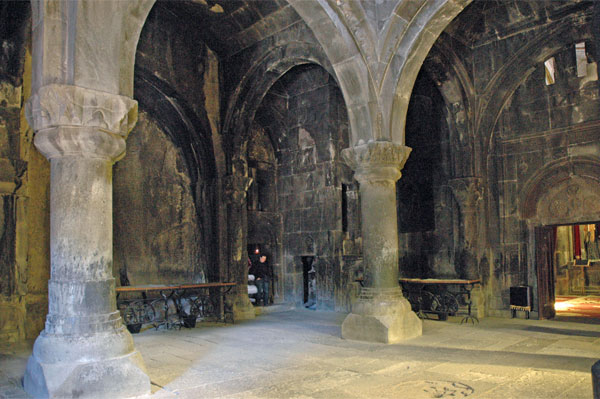
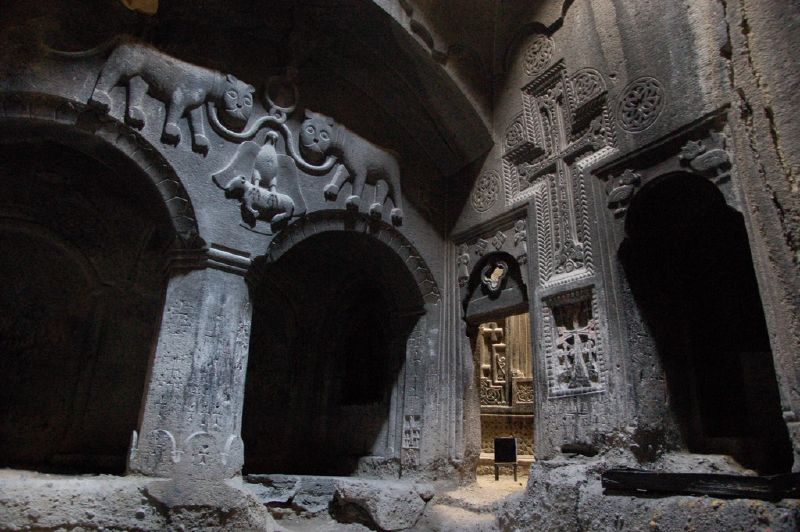
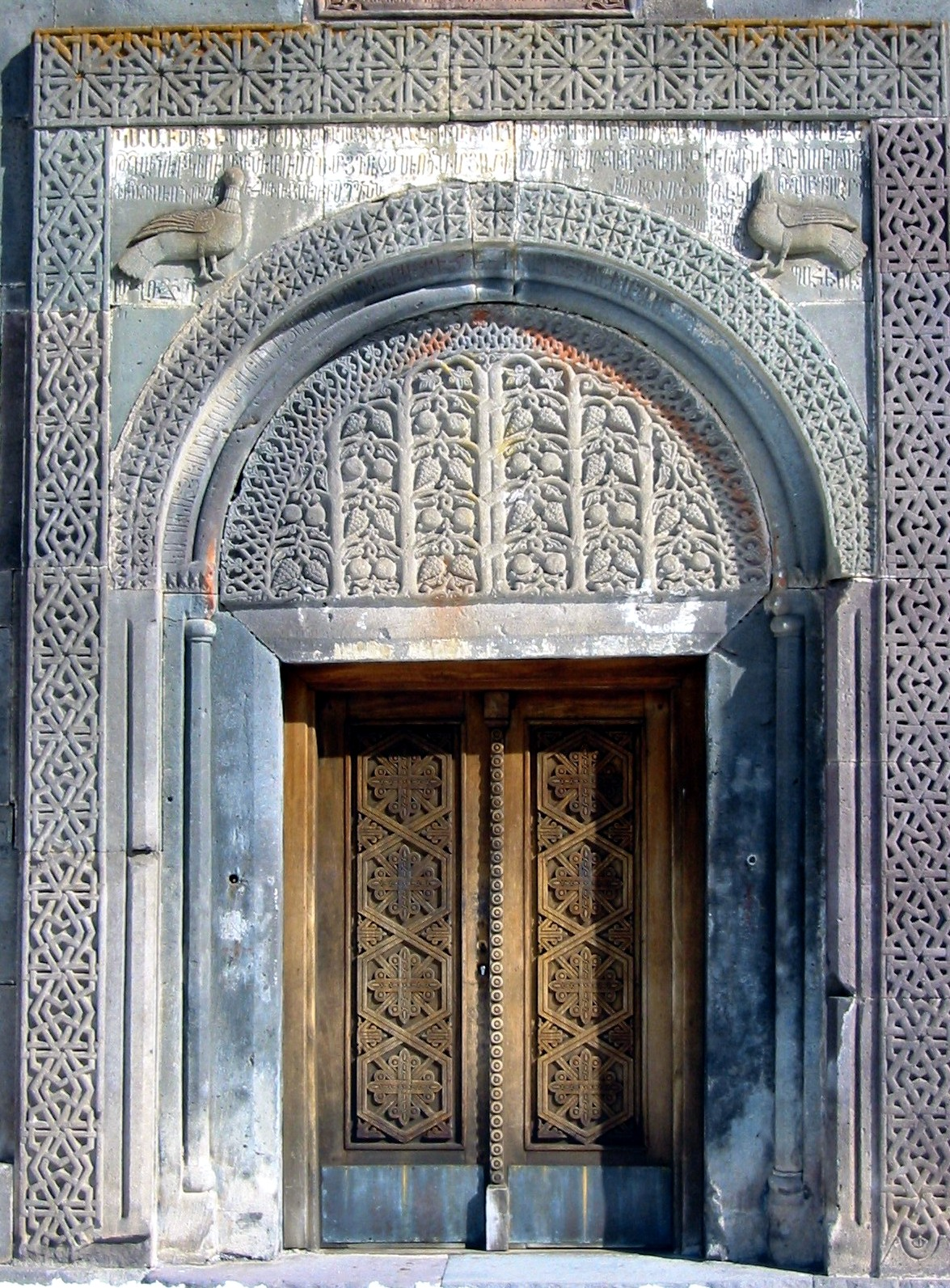